# 로에스트원숭이
로에스트원숭이(Allochrocebus lhoesti)는 구세계원숭이의 일종이다. 로에스트게논 또는 마운틴원숭이로도 불린다. 콩고 분지 상부의 동쪽 지역에서 발견되는 게논원숭이다. 대부분 산악지대의 숲 지역에서 살며, 규모가 작은 암컷-지배 집단을 형성한다. 어두운 색깔의 털을 지니고 있으며, 흰 턱수염이 인상적인 특징이다.